# 1898 en el cinema
Aquest article és una llista d'esdeveniments sobre el cinema que es van produir durant el 1898. La guerra hispano-estatunidenca va ser un tema popular. Diverses pel·lícules realitzades per Col. William N. Selig van tractar el tema dels preparatius bèl·lics a Camp Tanner a Springfield, Illinois, incloent Soldiers at Play, Wash Day in Camp i First Regiment Marching.

## Esdeveniments
- 19 de maig – Vitagraph fou fundada a Nova York.[cal citació]
- 27 d'agost – Alfred John West dona un Royal Command Performance a la Reina Victòria de pel·lícula del creuer de HMS Crescent a l'Osborne House.
- Birt Acres inventa el primer format amateur, Birtac, amb la divisió de la pel·lícula de 35 mm en dues meitats de 17,5 mm.

## Pel·lícules
- The Accursed Cavern dirigida per George Melies[2]
- The Astronomer's Dream, dirigida per Georges Méliès; re-llançada el 1899 com a A Trip to the Moon[2]
- The Ball Game
- The Cavalier's Dream, dirigida per Edwin S. Porter
- The Cave of the Demons, dirigida per George Melies.
- Come Along, Do!, dirigida per Robert W. Paul. Primera pel·lícula de diverses escenes [En aquesta pel·lícula, dues escenes s'editen juntes per primera vegada.].
- Corbett and Sharkey Fight
- The Corsican Brothers, produïda per G.A.S. Films (britànic)[2]
- The Damnation of Faust, dirigida per George Melies.
- Dewar's It's Scotch, la primera pel·lícula publicitària, produïda per Edison Studios
- Don Juan Tenorio, la primera pel·lícula mexicana amb una trama, dirigida per Salvador Toscano.
- Eiffel Tower, dirigida per Louis Lumière. Primera gravació des d'una grua (o similar) [Es va realitzar des de l'ascensor ascendent a la torre Eiffel.].
- Ella Lola, a la Trilby, produïda per the Edison Co.[2]
- Faust and Mephistopheles, dirigida per George Albert Smith.
- The Four Troublesome Heads, dirigida per Georges Méliès
- The Humpty Dumpty Circus, dirigida per J. Stuart Blackton
- Jizo the Spook, japonesa (també coneguda com a Bake Jizo)
- The Magician, dirigida per Georges Méliès
- The Mesmerist, dirigida per George Albert Smith.[3]
- The Miller and the Sweep, dirigida per George Albert Smith
- The Nearsighted School Teacher
- A Novice at X-Rays, dirigida per George Melies
- Pack Train On Chilkoot Pass, la pel·lícula mostra el paisatge al Chilkoot Pass, Alaska o la Colúmbia Britànica
- Photographing a Ghost, dirigida per George Albert Smith
- Shinen no sosei, japonesa (també coneguda com a Resurrection of a Ghost)
- Surrender of General Toral
- Smích a pláč (Laugh and Tears), dirigida per Josef Šváb-Malostranský, la primera pel·lícula txeca
- Santa Claus, dirigida per George Albert Smith. Pot incloure el primer exemple d'acció paral·lela en una pel·lícula.

## Naixements
- 22 de gener
  - Denise Legeay, actriu francesa (mort el 1968)
  - Sergei Eisenstein, director rus (mort el 1948)
- 23 de gener – Randolph Scott, actor estatunidenc (mort el 1987)
- 19 de febrer – Václav Wasserman, actor, guionista i director txec (mort el 1967)
- 11 de març – Dorothy Gish, actriu estatunidenca (morta el 1968)
- 27 de març – Alma Tell, actriu estatunidenca (morta el 1934)
- 9 d'abril – Paul Robeson, cantant i actor estatunidenc (mort el 1976)
- 26 d'abril – John Grierson, cineasta de documentals escocès (mort el 1972)
- 16 de maig – Kenji Mizoguchi, director i guionista japonès (mort el 1956)
- 10 de juliol – Renée Björling, actriu sueca (morta el 1975)
- 19 de juliol – Olle Hilding, actor suec (mort el 1983)
- 23 de juliol – Bengt Djurberg, actor suec (mort el 1941)
- 30 d'agost – Shirley Booth, actriu estatunidenca (morta el 1992)
- 14 de setembre – Hal B. Wallis, productor estatunidenc (mort el 1986)
- 23 de setembre – Jadwiga Smosarska, actriu polonesa (morta el 1971)
- 3 d'octubre – Leo McCarey, director estatunidenc (mort el 1969)
- 20 de desembre – Irene Dunne, actriu estatunidenca (morta el 1990)

## Debut
- Josef Šváb-Malostranský[4]
- Johnston Forbes-Robertson – Macbeth
- Salvador Toscano[5]